# しごとの基礎英語
『しごとの基礎英語』（しごとのきそえいご）は、NHK Eテレで2013年秋から2018年3月29日まで放送されていたビジネスに的を絞った英語語学番組。略称は『ジョブキソ』。
NHKの英会話講座に独自につけられているレベルの目安で高校生レベル、CEFRでB1（社会生活での身近な話題について理解し、自分の意思とその理由を簡潔に説明できる）と位置づけられる。

## 概要（シーズン4まで）
仕事で英語を使っているビジネスパーソンのお悩みを題材にして基礎レベルで実践的なコミュニケーション力を養う講座である。ミニドラマの中で、遣り取りが全て英語の会社においてメインキャストである「アキ」こと篠山輝信だけは台本の内容を知らないのでぶっつけ本番で英語を話す。その後スタジオで篠山の英語を判定し、模範フレーズを紹介・解説する。

### スキット
ミニドラマの舞台になる会社は、日本の技術を生かしたアイデアグッズの企画・販売をしている“ジョブキソ・カンパニー"（現在はJK.Strikt）。アキ（篠山）が働く部署は、商品開発・営業部。社内では「海外に販路を見出したい」として英語が公用語に。そのため上司・先輩・同僚・各国の顧客との遣り取りは全て英語。アキは英語で上手くコミュニケーションを取っていけるのか?

## 概要（シーズン5）
ミニドラマの舞台を日本各地の観光地やお店などに移し、身近に押し寄せる外国人観光客のギモンにおもてなしの心で答えたい、そんなニーズに応えるべく、"おもてなし最前線"で役に立つ英語表現を紹介する。
また、「アキ」と同様に宮下純一がぶっつけ本番で英語を話す。

## 放送

### 2013年度下期・2014年度下期
『おとなの基礎英語』の再放送と並行しているので全て地上波Ch.021での放送ではあるものの、画質が異なる。
本放送
月曜日 - 木曜日 22:50 - 23:00（ハイビジョン放送）
再放送
土曜日 5:20 - 6:00（1週4回分連続放送。8セグ放送で、Ch.023では『おとなの基礎英語』を放送）
再々放送
翌週火曜日（月曜深夜）1:25 - 2:05（1週4回分連続放送。ハイビジョン画質）
この枠は年度上半期番組はやらず「Mr.脳」→「君が代」→「局名告知」で放送終了となる流れであった。穴埋めする枠がないため放送終了を遅らせる形でこの時間の枠が新設された。

### 2014年度上期
本放送
火曜日（月曜深夜）1:25 - 2:05（1週4回分連続放送。ハイビジョン画質）
再放送
土曜日 5:20 - 6:00（1週4回分連続放送。8セグ放送で、Ch.021では『おとなの基礎英語』を放送）

### 2015年度上期
本放送
火曜日（月曜深夜）1:00 - 1:40（1週4回分連続放送。ハイビジョン画質）
再放送
金曜日 10:15 - 10:55（1週4回分連続放送。ハイビジョン画質）

### 2015年度下期
本放送
月曜日 - 木曜日 22:50 - 23:00（ハイビジョン放送）
再放送
翌週月曜日 - 木曜日 10:15 - 10:25（ハイビジョン放送）
再々放送
翌週火曜日（月曜深夜）1:00 - 1:40（1週4回分連続放送。ハイビジョン画質）

### 2016年度上期
本放送
火曜日（月曜深夜）1:00 - 1:40（1週4回分連続放送。ハイビジョン画質）
再放送
翌週月曜日 10:15 - 10:55（1週4回分連続放送。ハイビジョン画質）

### 2016年度下期
本放送
月曜日 - 木曜日 22:50 - 23:00（ハイビジョン放送）
再放送
翌週月曜日 10:15 - 10:55（1週4回分連続放送。ハイビジョン画質）
再々放送
翌週火曜日（月曜深夜）1:00 - 1:40（1週4回分連続放送。ハイビジョン画質）

### 2017年度上期
本放送
火曜日（月曜深夜）1:00 - 1:40（1週4回分連続放送。ハイビジョン画質）
再放送
翌週月曜日 10:15 - 10:55（1週4回分連続放送。ハイビジョン画質）

### 2017年度下期
本放送
月曜日 - 木曜日 22:50 - 23:00（ハイビジョン放送）
再放送
翌週月曜日 10:15 - 10:55（1週4回分連続放送。ハイビジョン画質）
再々放送
翌週水曜日（火曜深夜）1:00 - 1:40（1週4回分連続放送。ハイビジョン画質）

## 出演者
- 篠山輝信…会社を舞台として繰り広げられるドラマでは、「アキ」を演じ、教室では判定される生徒となる。（シーズン1～4）
- 宮下純一…ドラマ・教室の両方にて「宮下」と呼ばれており、ドラマでは、様々な役を演じる。（シーズン5）

### スタジオ
- 大西泰斗…模範フレーズを紹介し解説する。かつて放送されていた『3か月トピック英会話』で「ハートで感じる英文法」「ハートで話そう! マジカル英語塾」を担当。
東洋学園大学人文学部教授。文学修士（筑波大学）。現在の研究分野は「認知言語学・形式意味論」である。
- ルース・マリー・ジャーマン・白石（Ruth Marie Jarman Shiraishi）…愛称はルーシー。ミニドラマにおける篠山のフレーズに対して判定を下す。シーズン5にも登場するが、判定はしない。
実業家、コンサルタント、(株)ジャーマン・インターナショナルの代表取締役（CEO）。1988年には、リクルートに入社。同年、日本語能力試験（JLPT）1級を取得している。
- 麻里奈…進行および模範フレーズの復唱（シーズン1のみ）
- ホラン千秋…進行および模範フレーズの復唱（シーズン2～4）
父はアイルランド人、母は日本人。青山学院大学文学部英米文学科卒業。一年間オレゴン州立大学への留学経験がある。
ケース296では自身の留学時の英語力について、ネイティブレベルではなくネイティブの前で英語を間違えることを恐れていたと語っている。
- 渡部建（アンジャッシュ）…進行および生徒（シーズン5）
- 堀口ミイナ…模範フレーズの復唱、ネイティブスピーカー（シーズン5）

### ドラマ
全員、一定の英語力を持つ人々。アキ（シーズン5は宮下）以外は台本通りに演じる。
- チャド・マレーン（お笑い芸人）…先輩のチャド役（シーズン1～4）
オーストラリア連邦パース出身のお笑い芸人。
- 清水ゆみ（俳優）…同僚のゆみ役（シーズン1～4）
本名は清水クリスティーヌ祐美。
2003年度『中国語会話』生徒役。両親ともハーフで、父は日台のハーフ、母が日米のハーフ。
- 三木惇裕（俳優）…上司のミキ役（シーズン1～4）
1962年5月20日生まれ。東京都出身。
『シャキーン!』にも出演した。役者になる前はサラリーマンで、そのときに英会話を取得した。
- 大原裕子（俳優）…会社の清掃スタッフ・オーハラ役（シーズン1のみ）
カリフォルニア州立大学卒業。
- エマ・ハワード（Emma Howard、俳優）…上司のハワード役（シーズン2～4）
1975年8月21日、イギリス・ロンドン出身の女優。ロンドン・マウントビュー演劇学校卒。
ナレーション、ドラマ、舞台などで活動。『ハゲタカ』などにも出演したことがある。
- 田村エイミー（モデル）…後輩のエイミー役（シーズン2～4）、外国人観光客役（シーズン5、不定期出演）
1994年4月18日、カナダに生まれ育つ。日加のハーフモデルで、高校までバンクーバーで過ごす。
2017年3月に上智大学国際教養学部国際教養学科を卒業。日本人の親が広島県出身。
OfficeJinggis（オフィス ジンギス）所属。バレエダンサーも兼ねる。
- メイ・パクディ（モデル）…後輩のメイ役（シーズン4）
1987年11月17日、タイ・バンコク出身。10歳で来日して、日本の大学を卒業した。
英語以外にタイ語、日本語も会話できるバイリンガル。芸能事務所スペースクラフトを経て、ABPinc所属のモデル。
- ジェイソン・ハンコック（タレント・俳優）…外国人観光客役（シーズン5）
- クリス・マッコームス（モデル・俳優）

## スタッフ
- テキスト共同執筆 : ポール・クリス・マクベイ
- 音楽：寺田志保
- CG：鈴木哲
- ナレーション：福ノ上達也
- 制作：NHKエデュケーショナル
- 制作・著作：NHK